# زيدأباد
زيدأباد (بالفارسية: زیدآباد) هي مدينة تقع في إيران في البلدة المركزية. يقدر عدد سكانها بـ 5,314 نسمة .